# Kontinentalplade
En kontinentalplade er et kilometertykt (mere end 10 km op til 70 km i snit) stykke af jordskorpen, som består af granitiske bjergarter og sedimentbjergarter. Sådan en plade danner et kontinent indbefattet det lavvandede område, som kaldes kontinentalsoklen rundt om kontinentet. Kontinentalpladerne har lavere massefylde end asthenosfæren, som de flyder rundt oven på. 40 procent af jordskorpen er kontinentalplader og er ældgammel.
Der er ikke konsensus om kontinenternes opståen, nogle teorier angiver at kontinentpladerne blev dannet på et tidligt tidspunkt, andre at kontinentalpladerne stadig dannes.
Kontinentalpladerne samles cirka hver 200 millioner år til et superkontinent: Rodinia (i Neoproterozoikum), Pangæa (i Mesozoikum), Pangæa II (i Futurozoikum).